# Blessing Eleke
Blessing Eleke (Aba, 5 maart 1996) is een Nigeriaanse voetballer. Hij staat sinds 2020 onder contract bij Beerschot. Het Turkse Gençlerbirliği heeft hem gehuurd voor het seizoen 2021/22.